# Альтстрімміг
Альтстрімміг (нім. Altstrimmig) — громада в Німеччині, розташована в землі Рейнланд-Пфальц. Входить до складу району Кохем-Целль. Складова частина об'єднання громад Цель.
Площа — 8,9 км2. Населення становить 338 ос. (станом на 31 грудня 2020).